# 렌츠부르크역 (스위스)
렌츠부르크역(독일어: Bahnhof Lenzburg)은 스위스 아르가우주의 렌츠부르크 지자체에 있는 기차역이다.
역은 루퍼스빌-이멘제선과의 교차점 서쪽과 초핑엔-베팅엔선과의 교차로 동쪽에 있는 취리히에서 올텐 간 본선의 일부인 하이터스베르크선에 있다. 표준궤 스위스 연방 철도 노선임에도 불구하고 길가 트램웨이의 일부 특성을 유지하는 제탈선은 중앙역 길 건너편 플랫폼에서 끝난다.

## 서비스
다음 서비스는 렌츠부르크에서 정차한다.
- 인터레기오 / 레기오익스프레스 : 아라우와 취리히 중앙역 사이를 30분 간격으로 운행한다. 인터레기오 열차는 아라우에서 바젤 SBB까지 계속된다.
- 취리히 S-반 S11: 아라우와 조아자흐 사이를 매시간 운행한다. 빌라로 가는 러시아워 서비스.
  - 아르가우 S-반 :
  - S23: 랑엔탈과 바덴 사이의 매시간 운행.
  - S26: 로트크로이츠까지 30분마다/ 올텐까지 매시간 운행
  - S28: 초핑엔까지 30분 간격 운행.
- 루체른 S-반 S9: 루체른까지 30분 간격 운행.